# Manuel Abad i Lasierra
Manuel Abad y Lasierra (Estadilla, Aragó, 1729 - Saragossa, 1806) va ser un eclesiàstic i historiador aragonès, primer bisbe d'Eivissa.
Prior de Meià el 1770, va esdevenir el primer bisbe d'Eivissa el 1783. El 1787 passava al bisbat d'Astorga i a l'arquebisbat de Selímbria. El 1792 va ser nomenat inquisidor general d'Espanya. Era un reformista gal·licanista, va provar la constitució civil del clergat francès, mentre que també va intentar abolir la inquisició durant la seva presidència, però va ser destituït el 1794, quan els exèrcits francesos ocupaven Catalunya i el País Basc. El seu successor, Francisco Antonio de Lorenzana va intentar processar-lo, sense èxit.
A més, durant la seva vida, va preparar diversos treballs històrics sobre monestirs catalans, especialment del Pallars i la Ribagorça, encara avui inèdits.